# 100 metros (película)
100 metros es una película española dirigida por Marcel Barrena. Fue estrenada en España el 4 de noviembre de 2016 con éxito. Fue vendida a Netflix para su explotación internacional en una de las mayores compras de la plataforma en el cine español.
La película ha sido reconocida con nominaciones a los Premios Goya, Forqué, Gaudí, en Toulouse y ha logrado reconocimientos humanísticos y científicos como el Premio de la Sociedad Española de Neurología, un premio ONCE Solidario.
Pese a no ser distribuida por una major y no tener financiación de televisión privada, la película logró más de 400 000 espectadores en los cines, 1 950 000 millones de euros en taquilla y cuantiosos beneficios en ventas internacionales.
Al margen de su distribución internacional en Netflix, países como Portugal, Grecia, Corea del Sur, Eslovenia... pudieron mantener sus derechos de estreno en cines y el film logró entrar en los Top 10 de países como Portugal[cita requerida], suponiendo un gran éxito para el cine español.

## Argumento
Basada en la historia real de Ramón Arroyo, un hombre al que todo le iba bien hasta que su cuerpo empezó a fallar. Tras múltiples pruebas le diagnostican esclerosis múltiple una enfermedad autoinmune. Tras decirle que en un año no podría ni caminar 100 metros, entonces quiso correr una ironman.

## Reparto
- Dani Rovira como Ramón Arroyo
- Karra Elejalde como Manolo Puig
- Alexandra Jiménez como Inma Puig
- David Verdaguer como Mario
- Maria de Medeiros como Noelia
- Clara Segura como Berta
- Bruno Bergonzini como Martín
- Mireia Rey como Pili joven
- Andrés Velencoso como un monitor

## Premios
31.ª edición de los Premios Goya
| Categoría              | Nominados      | Resultado |
| ---------------------- | -------------- | --------- |
| Mejor actor de reparto | Karra Elejalde | Nominado  |

9.ª edición de los Premios Gaudí
| Categoría               | Nominados         | Resultado |
| ----------------------- | ----------------- | --------- |
| Mejor película          | Marcel Barrena    | Nominada  |
| Mejor guion             | Marcel Barrena    | Nominado  |
| Mejor actor de reparto  | Karra Elejalde    | Ganador   |
| Mejor actor de reparto  | David Verdaguer   | Nominado  |
| Mejor actor de reparto  | Bruno Bergonzini  | Nominado  |
| Mejor actriz de reparto | Alexandra Jiménez | Ganadora  |
| Mejor actriz de reparto | Clara Segura      | Nominada  |

22.ª edición de los Premios Forqué
| Categoría                                | Nominados      | Resultado |
| ---------------------------------------- | -------------- | --------- |
| Premio al Cine y la Educación en Valores | Marcel Barrena | Nominada  |

Cine España Toulouse 2017
| Categoría          | Nominados      | Resultado |
| ------------------ | -------------- | --------- |
| Premio del Público | Marcel Barrena | Ganadora  |

Festival Internacional de Cine de Almería
| Categoría                 | Nominados      | Resultado |
| ------------------------- | -------------- | --------- |
| Segunda Mejor Opera Prima | Marcel Barrena | Ganadora  |

## Recepción crítica
| Cinemanía         | Medio/autor(a)                     | Crítica | Tendencia        |
| ----------------- | ---------------------------------- | --- | ---------------- |
| Bandera de España | Diario El País Javier Ocaña        | « Junto a Dani Rovira, que sale airoso de un papel evidentemente complicado, destaca un reparto de excelentes intérpretes, con Karra Elejalde y Alexandra Jiménez, a la cabeza, perfectos para mezclar, que no para aunar (esto es una comedia dramática, no una comedia negra), risas y tragedia, además del buen trabajo con la luz de Xavi Giménez. Pero la película, otra más, está medida hasta la extenuación. Como una perfecta campaña de donación de fondos que, eso sí, llenará de lágrimas los rostros de los habituales consumidores de sentimentalismo..» | Crítica positiva |
| Bandera de España | Fotogramas Pere Vall               | «Acompañados de esa maestra de la comedia dramática que es Alexandra Jiménez, los dos protagonistas logran que el film no sea solo una sucesión de retos y pruebas, como prólogo de ese final feliz: hay en la cinta un notable trabajo de planificación y montaje, gotas de humor bien dosificadas, secundarios inolvidables (gran Bruno Bergonzini) y emoción no forzada, natural, sutil.» | Crítica positiva |
| Bandera de España | Diario ABC Oti Rodríguez Marchante | «Tan fáciles son de ver las muchas cualidades de esta película como los varios «desperfectos» cinematográficos de los que también, digamos, presume.» | Crítica negativa |